# Wladimir Orechow

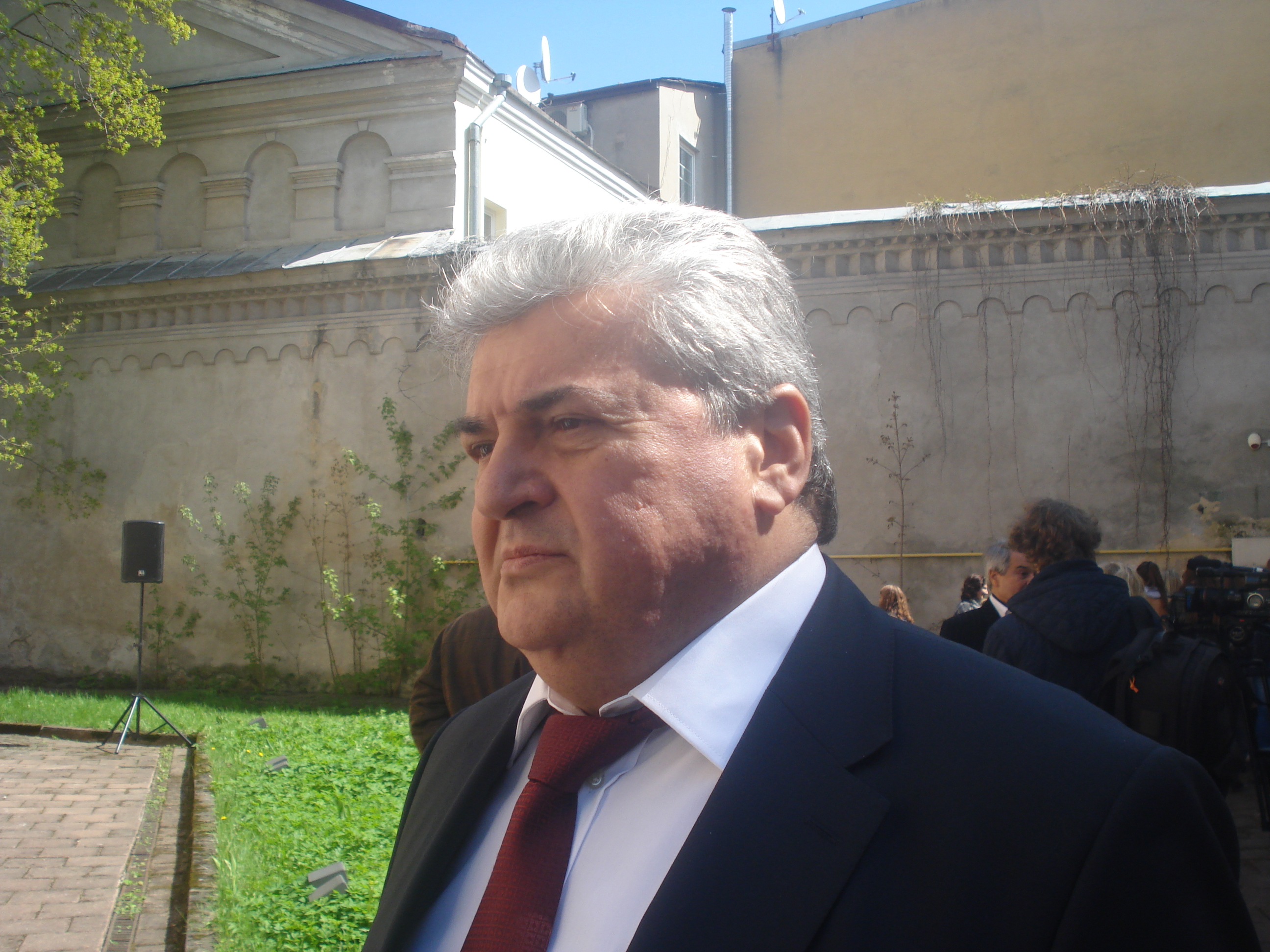

Wladimir Orechow (lit. Vladimiras Orechovas; * 21. Januar 1956  in Nizniaja Pichovka bei Kamensk-Schachtinski, Oblast Rostow) ist ein litauischer Politiker.

## Leben
Nach dem Abitur 1973 an der 4. Mittelschule Rossosch (Oblast Woronesch) absolvierte er 1978 das Diplomstudium am Institut  für  Elektrotechnik in Leningrad. 
Von 1978 bis 1984 war er Ingenieur und Monteur im Bautrest Litauens. Von 1992 bis 1997 leitete er als Direktor eine Unterabteilung bei „Lietuvos telekomas“. Von 2000 bis 2008 war er Mitglied im Seimas. 
Von 1999 bis 2004 war er Mitglied der Lietuvos rusų sąjunga, 2004 der Darbo partija und 2006 der Pilietinės demokratijos partija.
Er ist verheiratet. Mit seiner Frau Stanislava hat er die Kinder Ksenija, Aliona.